# Уайтфилд, Джордж
Джордж Уайтфилд (англ. George Whitefield; 27 декабря 1714 — 30 сентября 1770), известен также как Джордж Уитфилд (англ. George Whitfield) — английский проповедник, один из основателей (вместе с Джоном Уэсли) и лидеров протестантской церкви методистов. В отличие от Уэсли, придерживался учения кальвинизма о предопределении.

## Биография
Родился в городе Глостер, Англия, в семье Томаса Уайтфилда и Элизабет Эдвардс. Окончил Пемброк-колледж в Оксфорде. В 1738 году Уайтфилд отправился в Северную Америку, чтобы основать сиротский приют в Джорджии. В следующем году вернулся ненадолго в Англию, а затем вновь уехал в английские колонии в Новом Свете. Уайтфилд совершил проповеднический тур по Новой Англии, который стал одним из наиболее примечательных эпизодов истории протестантизма в Америке.
Джордж Уайтфилд скончался 30 сентября 1770 года в Массачусетсе.